# Filomena Fortes
Pour les articles homonymes, voir Fortes.
Filomena Fortes, née le 10 avril 1966 à Luanda en Angola, est une dirigeante sportive cap-verdienne.

## Carrière
Filomena Fortes pratique le handball de 1979 à 1991 tout en poursuivant sa vie professionnelle en tant que professeure d'éducation physique dans l'enseignement secondaire. Après sa carrière, elle devient présidente de la Fédération cap-verdienne de handball de 2014 à 2017 et s’inscrit dans le mouvement olympique. Elle est notamment la première femme à accéder à la présidence du Comité olympique cap-verdien en 2014. Le 18 juillet 2018, elle reçoit la médaille de l'Ordre Olympique africaine par l'Association des comités nationaux olympiques d'Afrique.
En 2019, elle est nommée en tant que membre au sein du Comité international olympique,. En 2021, elle est élue vice-presidente de l'Association francophone de comités nationaux olympiques.